# Пронькаси
Пронька́си (рос. Пронькасы, чув. Пранькка) — присілок у складі Чебоксарського району Чувашії, Росія. Входить до складу Яниського сільського поселення.
Населення — 81 особа (2010; 81 у 2002).
Національний склад:
- чуваші — 100 %